# نورت بانویل (واشینگتن)
نورت بانویل (به انگلیسی: North Bonneville) شهری در شهرستان اسکمنیا ایالت واشنگتن است که در سرشماری سال ۲۰۱۰ میلادی، ۹۵۶ نفر جمعیت داشته است. 